# Ach wie flüchtig, ach wie nichtig
Ach wie flüchtig, ach wie nichtig (BWV 26) ist eine Kirchenkantate von Johann Sebastian Bach. Er komponierte die Choralkantate 1724 in Leipzig für den 24. Sonntag nach Trinitatis und führte sie am 19. November 1724 erstmals auf. Sie basiert auf dem Kirchenlied von Michael Franck (1652).

## Geschichte und Worte
Bach schrieb die Choralkantate in seinem zweiten Jahr in Leipzig für den 24. Sonntag nach Trinitatis.
Die vorgeschriebenen Lesungen waren Kol 1,9–14  und Mt 9,18–26 , die Auferweckung der Tochter des Jairus. Die Kantate basiert auf dem Kirchenlied in dreizehn Strophen von Michael Franck (1652), der auch die – von Johann Crüger später leicht modifizierte – Melodie schrieb. Es ist eine „Meditation über die Vergänglichkeit des menschlichen Lebens und aller irdischen Güter“. Dieser Aspekt ist die einzige Verbindung zum Evangelium.
Ein unbekannter Textdichter behielt die erste und letzte Strophe im Wortlaut bei als Sätze 1 und 6 der Kantate und arbeitete die Binnenstrophen zu einer abwechselnden Folge von Arien und Rezitativen um. John Eliot Gardiner weist darauf hin, dass viele Kantaten Bachs für das Ende des Kirchenjahres die Kürze menschlichen Lebens und die Vergeblichkeit irdischer Hoffnungen zum Inhalt haben.
Bach führte die Kantate am 19. November 1724 erstmals auf.

## Besetzung und Aufbau
Die Kantate ist gesetzt für vier Solisten, Sopran, Alt, Tenor und Bass, vierstimmigen Chor, Horn zur Verstärkung der Choralmelodie, Flauto traverso, drei Oboen, zwei Violinen, Viola und Basso continuo.
1. Coro: Ach wie flüchtig, ach wie nichtig
2. Aria (Tenor): So schnell ein rauschend Wasser schießt
3. Recitativo (Alt): Die Freude wird zur Traurigkeit
4. Aria (Bass): An irdische Schätze das Herze zu hängen
5. Recitativo (Sopran): Die höchste Herrlichkeit und Pracht
6. Choral: Ach wie flüchtig, ach wie nichtig

## Musik
Der Eingangschor ist eine Choralphantasie. Die Instrumente spielen konzertante Musik, zu der der Sopran den cantus firmus Zeile für Zeile singt. Die Unterstimmen werden als separate Gruppe meist homophon behandelt und wiederholen nach jeder Zeile unisono den Text, wobei die Musik von der Choralzeile abgeleitet ist. Bach illustriert die Bilder des Textes von Vergänglichkeit und Substanzlosigkeit in „kurzen, pausendurchsetzten Akkordschlägen und eilenden Skalenfiguren“. In der ersten Arie wird der Text „So schnell ein rauschend Wasser schießt“ von Flöte, Violine und Singstimme in schnell fließender Musik umgesetzt. In der letzten Arie stellt ein ungewöhnliches Oboen-Trio den Text „An irdische Schätze das Herze zu hängen“ dar. Gardiner vergleicht die Musik mit einem Totentanz. Der Schlusschoral ist ein schlichter vierstimmiger Satz.

## Einspielungen
CD
- Les Grandes Cantates de J.S. Bach Vol. 10. Fritz Werner, Heinrich-Schütz-Chor Heilbronn, Pforzheimer Kammerorchester, Claudia Hellmann, Helmut Krebs, Erich Wenk. Erato, 1961.
- Bach Cantatas Vol. 5 – Sundays after Trinity II. Karl Richter, Münchener Bach-Chor, Münchener Bach-Orchester, Ursula Buckel, Hertha Töpper, Ernst Haefliger, Theo Adam. Archiv Produktion, 1966.
- Bach Cantatas Vol. 5 – Sundays after Trinity II. Diethard Hellmann, Bachchor Mainz, Bachorchester Mainz, Herrat Eicker, Marie-Luise Gilles, Alexander Young, Siegmund Nimsgern. DdM-Records Mitterteich, 1968.
- J.S. Bach: Das Kantatenwerk – Sacred Cantatas Vol. 2. Nikolaus Harnoncourt, Wiener Sängerknaben & Chorus Viennensis, Concentus Musicus Wien, Solist der Wiener Sängerknaben, Paul Esswood, Kurt Equiluz, Siegmund Nimsgern. Teldec, 1973.
- Bach Made in Germany Vol. 4 – Cantatas V. Hans-Joachim Rotzsch, Thomanerchor, Gewandhausorchester, Regina Werner, Rosemarie Lang, Peter Schreier, Hermann Christian Polster. Eterna, 1977.
- J.S. Bach: Kantaten/Cantatas BWV 80, BWV 26, BWV 116. Karl Richter, Münchener Bach-Chor, Münchener Bach-Orchester, Edith Mathis, Trudeliese Schmidt, Peter Schreier, Dietrich Fischer-Dieskau. Archiv Produktion, 1978.
- Die Bach Kantate Vol. 59. Helmuth Rilling, Gächinger Kantorei, Bach-Collegium Stuttgart, Arleen Augér, Doris Soffel, Adalbert Kraus, Philippe Huttenlocher. Hänssler, 1980.
- Bach Edition Vol. 11 – Cantatas Vol. 5. Pieter Jan Leusink, Holland Boys Choir, Netherlands Bach Collegium, Ruth Holton, Sytse Buwalda, Nico van der Meel, Bas Ramselaar. Brilliant Classics 1999.
- Bach Cantatas Vol. 19: Greenwich/Romsey. John Eliot Gardiner, Monteverdi Choir, English Baroque Soloists, Joanne Lunn, William Towers, Paul Agnew, Peter Harvey. Soli Deo Gloria, 2000.
- J.S. Bach: Complete Cantatas Vol. 14. Ton Koopman, Amsterdam Baroque Orchestra & Choir, Lisa Larsson, Annette Markert, Christoph Prégardien, Klaus Mertens. Antoine Marchand, 2000.
- J.S. Bach: Cantatas Vol. 28 – Cantatas from Leipzig 1724. Masaaki Suzuki, Bach Collegium Japan, Yukari Nonoshita, Robin Blaze, Makoto Sakurada, Peter Kooy. BIS, 2004.

DVD
- „Ach wie flüchtig, ach wie nichtig.“ Kantate BWV 26. Rudolf Lutz, Chor und Orchester der J. S. Bach-Stiftung, Antonia Frey, Daniel Johannsen, Klaus Häger. Mit Einführungsworkshop und Reflexion von Gerhard Schwarz. Gallus Media, 2010.[6][7]